# ブリュッセル市
ブリュッセル市（ブリュッセルし、フランス語: Ville de Bruxelles [ˈvil də bʀyˈsɛl] または Bruxelles-Ville、オランダ語: Stad Brussel [s̪t̪ɑt̪ ˈbrʏ.s̪əl̪] または Brussel-Stad）は、ブリュッセル首都圏地域を構成する最大の基礎自治体である。ベルギー王国の憲法上の首都であるが、実際にはブリュッセル首都圏地域全体で首都としての機能を果たしている。主としてブリュッセルの歴史的中心部から成る。

## 概要
ブリュッセル市は、ブリュッセルの歴史的な中心市街地に加えて、ブリュッセル首都圏地域内のいくつかの地区、すなわち北部のアレン、ラーケンおよびネデル＝オヴェル＝エンベーク、ならびに南部のルイーズ大通りおよびカンブルの森から構成される。
ブリュッセル市の総面積は32.61 km2、2014年9月1日現在の総人口は173,540人で、人口密度は5,321.68人/km2である。また2014年時点で、ブリュッセル市の人口約17万人のうち、約6万人が外国人（うち3万6千人がEU市民、2万4千人が非EU市民）となっている。

### ベルギーの首都
ベルギー憲法194条は、ベルギーの首都はブリュッセル市であると定めている。条文上はブリュッセル市の「市」に相当するフランス語の"ville"およびオランダ語の"stad"が小文字で表記され、それぞれ"ville de Bruxelles"、"stad Brussel"となっているが、このことをもって全体としてのブリュッセル（ブリュッセル首都圏地域）がベルギーの首都であることを意味するという主張は法的根拠に欠ける。しかし実際には、ブリュッセル市は公式な首都ではあるものの、連邦政府および地域政府から首都としてのブリュッセルに委譲される財源は、ブリュッセル市を含むブリュッセル首都圏地域の19の自治体間で分割され、また、ベルギーの国家機関はブリュッセル市内に限らず、ブリュッセル首都圏地域内の他の自治体にも多数所在する。すなわち、憲法上はブリュッセル市のみが首都とされているものの、事実上ブリュッセル首都圏地域全体が首都として機能しているのである。
例を挙げると、イギリス連合王国の首都における、グレーター・ロンドンとシティ・オブ・ロンドンの関係、インド共和国の首都における、デリー連邦直轄地とニューデリーの関係。また、日本国の都道府県庁所在地における、東京都区部と新宿区の関係に例えることができる。

## 歴史

### 市域の変遷

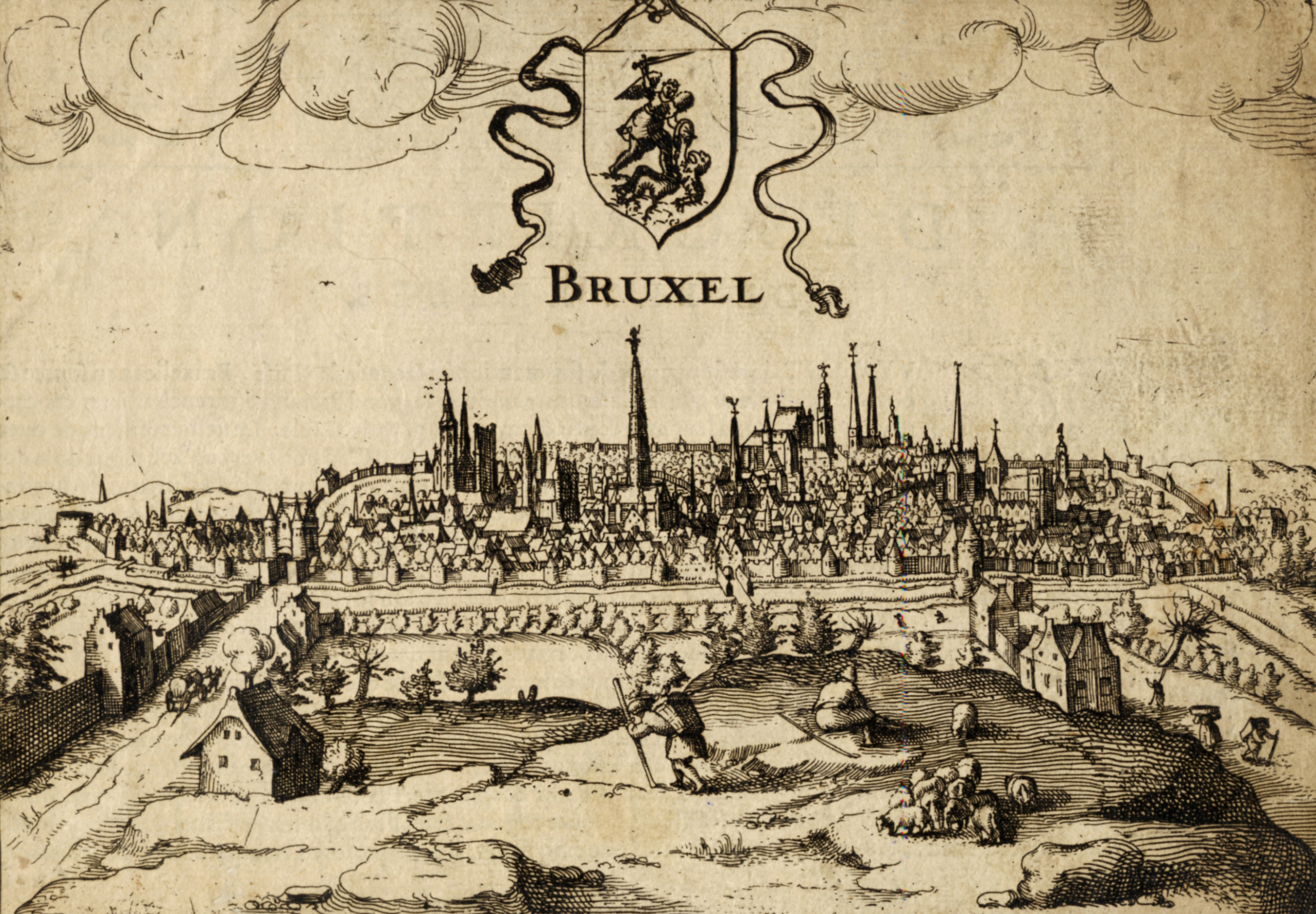
1610年頃のブリュッセル市

初期のブリュッセル市は、単にブリュッセル第二城壁（今日の小環状道路）の内側の領域を指していた。都市の発展に伴って周辺の村落も発展し、ついには一帯の都市域となったが、各自治体はそれぞれの領域を維持していた。
1847年、市民の憩いの場となっていたカンブルの森へのアクセスを容易にするために、ルイーズ大通りの建設が決定された。ところがこの計画に対して、通りが町を横切る予定となっていたイクセルから激しい抵抗が起こった。長年にわたり交渉が行われたものの成果がなく、1864年、ブリュッセル市は最終的に、通りの用地となる帯状の土地と、それに加えてカンブルの森を市域に編入した。その結果、ブリュッセル市には南東部に奇妙に突出した形の市域ができ、またイクセルの市域は二つに分割されることとなった。なおブリュッセル自由大学ソルボッシュ・キャンパスもこの突出部に位置し、ブリュッセル市の市域に含まれる。
ベルギーの多くの基礎自治体とは異なり、ブリュッセル首都圏地域内の基礎自治体は1964年、1970年および1975年に実施された市町村合併の際に統廃合が行われなかった。しかしながらブリュッセル市は、1921年にラーケン、アレンおよびネデル＝オヴェル＝エンベークを編入するなど、歴史的に周辺自治体の編入を行ってきた。

## 政治

### 行政

#### 市長

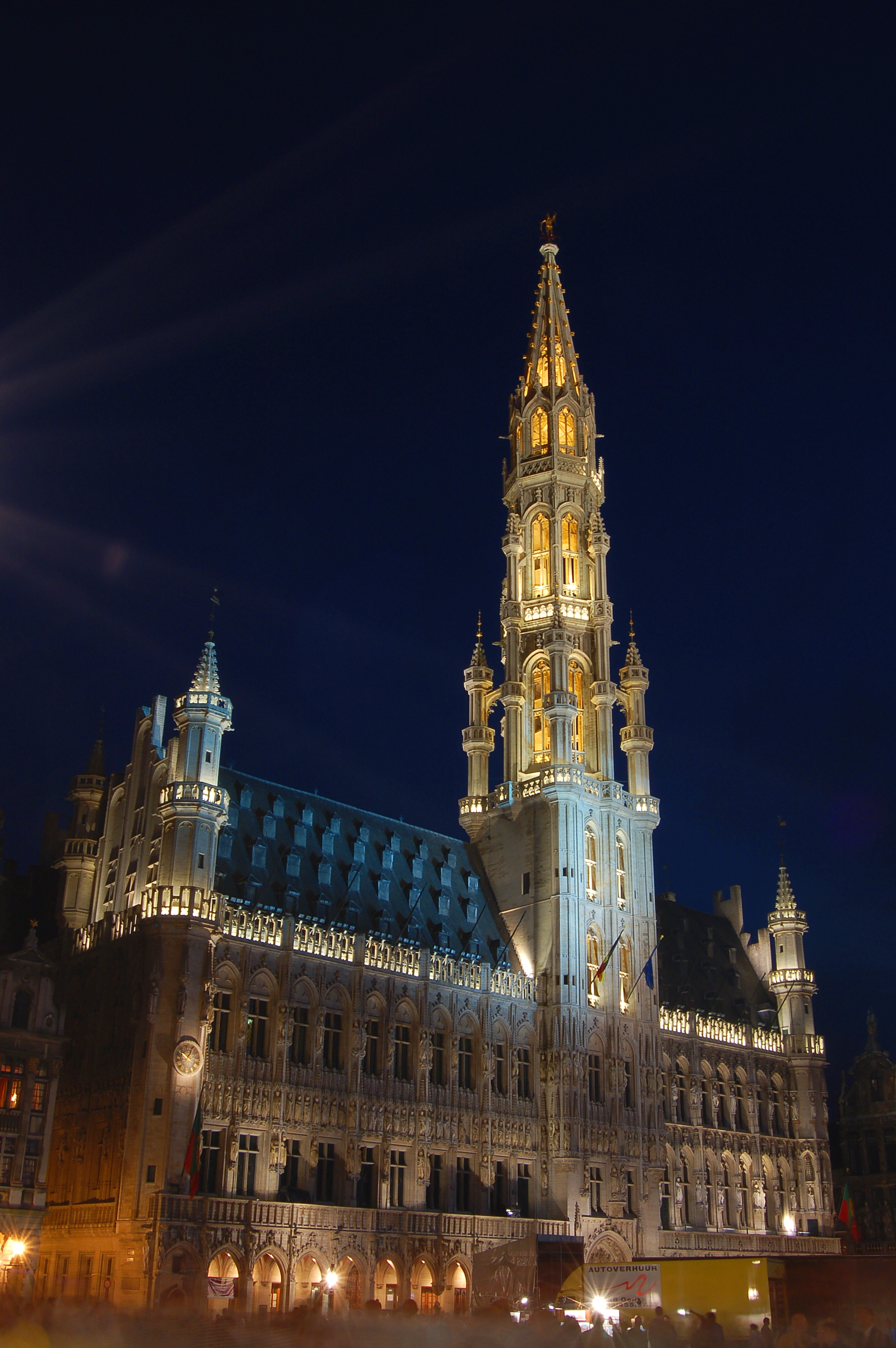
グラン＝プラスに建つブリュッセル市庁舎

ベルギーの他の基礎自治体同様、ブリュッセル市の長は市長である。ブリュッセル市長は、ブリュッセル首都圏地域首相やブリュッセル首都圏知事とは異なる役職である。

## 紋章と旗

ブリュッセル市旗
ブリュッセル市の紋章
ナポレオン統治期の紋章
1730年の紋章
最初期の紋章

## 関連図書
- Boulger, Demetrius Charles (1911). "Brussels" . In Chisholm, Hugh (ed.). Encyclopædia Britannica (英語). Vol. 4 (11th ed.). Cambridge University Press. pp. 692–694.
- Wood, James, ed. (1907). "Brussels" . The Nuttall Encyclopædia (英語). London and New York: Frederick Warne.